# Sphenomorphus rarus
Espèce
Statut de conservation UICN

 DD  : Données insuffisantes
Sphenomorphus rarus est une espèce de sauriens de la famille des Scincidae.

## Répartition
Cette espèce est endémique de l'ouest de Panama.

## Publication originale
- Myers & Donnelly, 1991 : The lizard genus Sphenomorphus (Scincidae) in Panama with description of a new species. American Museum Novitates, no 3027, p. 1-12 (texte intégral).